# Zalukodes
Zalukodes (en rus: Залукодес) és un poble de Kabardino-Balkària, a Rússia, que en el cens del 2010 tenia 1.624 habitants. Pertany al districte rural de Zalukókoaje.